# Gautier et Cie
Charles Gautier et Cie war ein französischer Hersteller von Automobilen.

## Unternehmensgeschichte
Nachdem Charles Gautier Gautier-Wehrlé verlassen hatte, gründete er 1902 in Courbevoie ein neues Unternehmen zur Produktion von Automobilen. 1903 endete die Produktion vorübergehend. 1907 stand erneut ein Fahrzeug auf dem Pariser Automobilsalon.

## Fahrzeuge
Angeboten wurden die Modelle 6 ½ CV mit Einzylindermotor von De Dion-Bouton oder Aster, 12 CV mit Zweizylindermotor sowie 16 CV, 22 CV und 30 CV mit Vierzylindermotoren von Aster oder Mutel. Die Vierzylindermodelle hatten Kettenantrieb.